# Sharpe tigrise
A Sharpe tigrise (Sharpe's Tiger) Bernard Cornwell Sharpe sorozatának első (kronológiailag) kötete. Az indiai Maiszúr városában zajlik és Sharpe Széringapatam ostroma alatti kalandjairól szól. A könyv először az Egyesült Királyságban jelent meg 1997. június 2-án a Harper Collins kiadó gondozásában. Magyarországon 2005. november 25-én a Gold Book kiadó adta ki.
|  | Alább a cselekmény részletei következnek! |

## Történet
Miközben a brit hadsereg egy ördögi csapda felé tartva átvágja magát Indián, a fiatal Sharpe közlegénynek emberrel és állattal is meg kell küzdenie a harcvonalak mögött.
1799-ben Richard Sharpe csak egy írástudatlan, fiatal közlegény őfelsége seregében. Része annak az expedíciónak, melynek le kellene taszítania Maiszúr gátlástalan szultánját, Tiput a trónjáról, a zsarnok francia szövetségeseit pedig kiverni Indiából.
Sharpe azt a feladatot kapja, hogy katonaszökevénynek álcázva jusson be Tipu városába, és lépjen kapcsolatba a foglyul ejtett skót kémmel. Ha sikerül, megnyerheti magának az őrmesteri stráfot, ha elbukik, Tipu kegyetlen kivégzői kezébe kerül – vagy az uralkodó emberevő tigrisei elé vetik. Óvatosan halad előre ebben az egzotikus és idegen világban, ahol egyetlen ballépés is katasztrófához vezethet, mikor megtudja, egykori bajtársai ellen kell harcolnia, ha életben akar maradni. Útközben nem kerülik el a figyelmét Maiszúr gyönyörű örömlányai sem, arra is mindig van ideje, hogy a kallódó zsákmányt zsebre tegye, és nekilásson elsajátítani a betűvetés alapjait. De mikor a várost elszánt ostrom alá veszik a brit csapatok, Sharpe-nek magának is olyan vadul és ravaszul kell harcolnia, mint egy tigrisnek, hogy romba döntse Tipu jól felépített csapdáját – és hogy elkerülje, hogy a tulajdon bajtársai öljék meg.

## Szereplők
- Richard Sharpe – főhős.
- William Lawford főhadnagy – Sharpe főhadnagya, aki segít neki kiszabadítani McCandless ezredest.
- Mary Bickerstaff – egy megözvegyült fél-indiai katonafeleség.
- Arthur Wellesley ezredes – később Wellington első hercege.
- Hector McCandless ezredes – a Brit Kelet-indiai Társaság skót ügynöke, akit Tippu szultán Seringapatam börtönében tart fogva.
- Tippu szultán – Indiai király, akit Sharpe meggyilkolt és számos ékszerét ellopta.
- Jean Gudin – ezredes, Tippu szultán francia tanácsadója.
- Obadiah Hakeswill őrmester – Sharpe ellensége.
- Címzetes Fitzgerald hadnagy – Széringapatam ostroma alatt Hakeswill meggyilkolta.
- Hicks zászlós – a zászlóalj fiatal tisztje.
- Morris százados – a 33. zászlóalj tisztje.
- Shee őrnagy – a 33. zászlóalj tisztje.

|  | Itt a vége a cselekmény részletezésének! |

## Magyarul
- Sharpe tigrise; ford. Körmendi Ágnes; Gold Book, Debrecen, 2005